# إيفان ايمانويل غونزاليس
إيفان ايمانويل غونزاليس (بالإسبانية: Iván González Ferreira)‏ (28 يناير 1987 بأسونسيون في باراغواي - ) هو لاعب كرة قدم باراغواياني في مركز الوسط. لعب مع أتلتيكو باراناينسي وأوليمبيا أسونسيون وسبورتيفو لوكوينو وسيرو بورتينيو ونادي سانت غالن وفي إف بي شتوتغارت الثاني ونادي ويل وأمريكا دي ناتال ‏ ونادي غواراني (نادي كرة قدم) ونادي سول دي أميريكا.

## وصلات خارجية
- إيفان ايمانويل غونزاليس على موقع قاعدة بيانات كرة القدم.إي يو (الإنجليزية)
- إيفان ايمانويل غونزاليس على موقع Soccerway.com (الإنجليزية)
- إيفان ايمانويل غونزاليس على موقع عالم كرة القدم.نت (الإنجليزية)
- إيفان ايمانويل غونزاليس على موقع AS.com (الإسبانية)